# Colpotrochia babai
Colpotrochia babai är en stekelart som beskrevs av Kusigemati 1987. Colpotrochia babai ingår i släktet Colpotrochia och familjen brokparasitsteklar. Inga underarter finns listade i Catalogue of Life.